# 龐德克里克米爾斯 (印地安納州)
龐德克里克米爾斯（英語：Pond Creek Mills）是位於美國印地安納州諾克斯縣的一個非建制地區。該地的面積和人口皆未知。